# Роберт Шаабан
Ро́берт Шааба́н (англ. Robert Shaaban; *1909 — †1962) — танзанійський письменник, основоположник сучасної літератури мовою суахілі.
Роберт народився у маленькому селі Вібамба у регіоні Танга. У період 1922–1926 років навчався у Дар-ес-Саламі, зараз ця школа носить його ім'я.
У власних творах описував моральну досконалість. Перекладав рубаї Омара Хаяма. Творчість Шаабана стала перехідною між класичною літературою суахілі, що розвивалась під впливом арабської поетичної культури та сучасною національної. Письменник намагався модернізувати рідну мову, розширити межі канонізованих літературних норм.
Очолював Східно-Африканський суахілійський комітет, був членом Східно-Африканського літературного бюро.

## Твори
За роки творчості написав багато творів рідною мовою:
- автобіографічний твір «Моє життя» (1949, переклад російською 1968)
- філософсько-етнічні повісті «Кусадікіке» (1951), «Аділі та його брати» (1952), «Сіті бінті Саад» (1960)
- збірки віршів та етюдів «Африканські алмази» (1960), «Поеми та етюди» (1958-1960).